# Brian Deane
Brian Deane (Leeds, 7 febbraio 1968) è un allenatore di calcio ed ex calciatore inglese, di ruolo attaccante.